# Olocausto in Ungheria

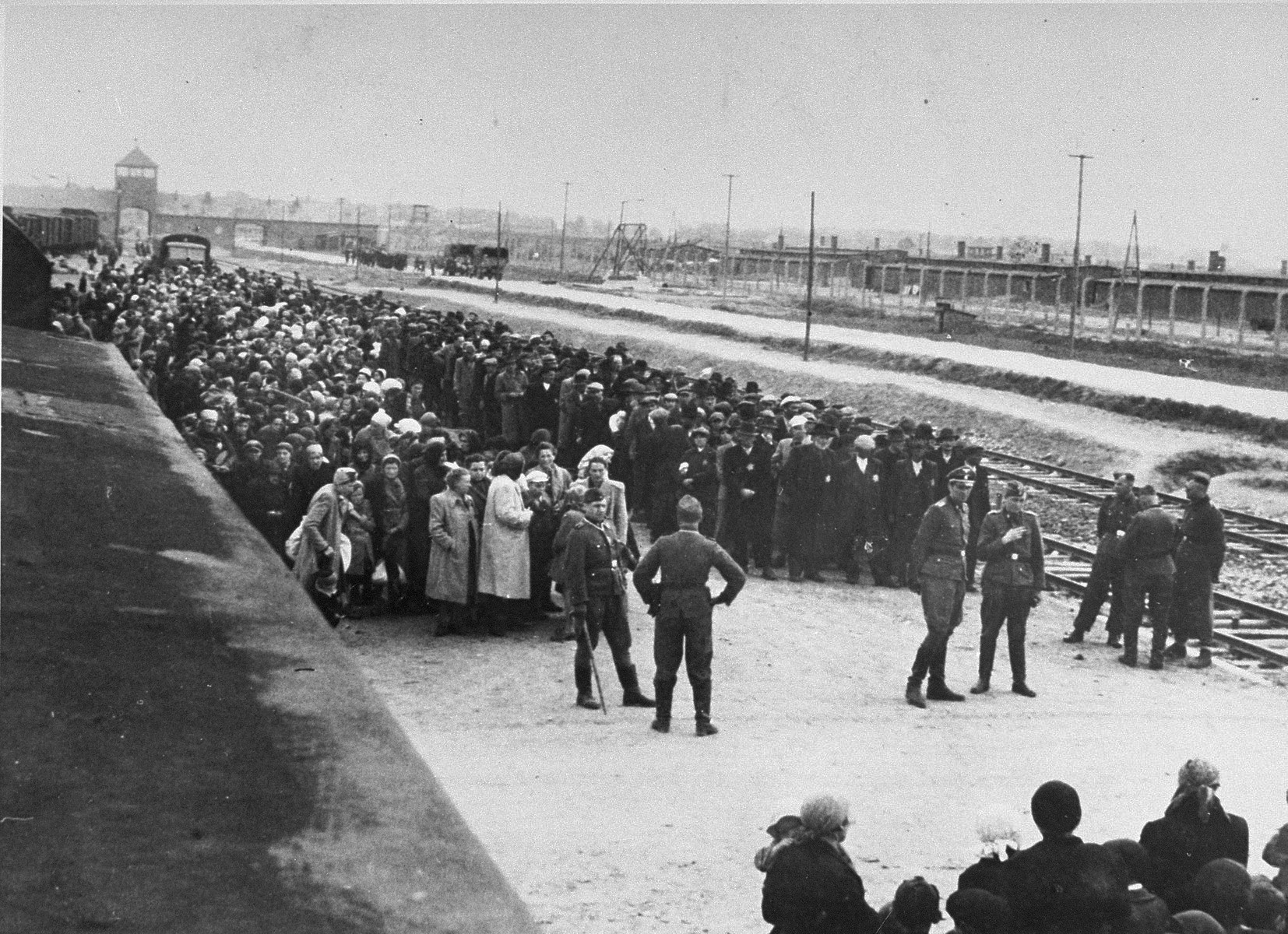
Ebrei ungheresi in arrivo ad Auschwitz II-Birkenau, nel maggio/giugno 1944

L'Olocausto in Ungheria fu l'insieme degli eventi legati all'espropriazione, alla deportazione e all'assassinio sistematico di oltre la metà degli ebrei ungheresi, principalmente in seguito all'occupazione nazista del marzo 1944.

## Contesto storico
Al momento dell'invasione, l'Ungheria contava una popolazione di 825.000 ebrei, la più numerosa rimasta in Europa, ulteriormente aumentata dai profughi ebrei attirati dall'apparente sicurezza del paese. Il primo ministro ungherese Miklós Kállay fu riluttante a deportarli; temendo che l'Ungheria stesse cercando di concludere un processo di pace con gli Alleati, Adolf Hitler ordinò l'invasione.
Dopo l'occupazione del 19 marzo 1944, furono imposte subito nuove restrizioni contro gli ebrei. Tra le truppe d'invasione ci fu un Sonderkommando guidato dall'ufficiale delle SS Adolf Eichmann, arrivato a Budapest per supervisionare la deportazione degli ebrei nel campo di concentramento di Auschwitz. Tra il 15 maggio e il 9 luglio 1944, oltre 434.000 ebrei furono deportati su 147 treni, la maggior parte destinati ad Auschwitz, dove circa l'80% di loro fu gasato all'arrivo.
Dopo la pubblicazione nel giugno 1944 del rapporto Vrba-Wetzler (un rapporto compilato nell'aprile da due evasi da Auschwitz che descriveva in dettaglio come gli ebrei venivano gasati nel campo) la pressione diplomatica e il bombardamento alleato di Budapest persuasero Miklós Horthy a fermare le deportazioni il 6 luglio, e tre giorni dopo quasi l'intera comunità di ebrei presente nelle campagne ungheresi era fuggita.
Gli omicidi lasciarono perplessi gli storici, perché avvennero mentre la seconda guerra mondiale sembrava volgere al termine. Gli Alleati erano già sbarcati in Normandia il 6 giugno 1944, e i leader mondiali sapevano già da tempo che gli ebrei venivano assassinati nelle camere a gas: di conseguenza, l'Olocausto in Ungheria innescò un lungo dibattito sul motivo per cui la Germania continuò lo sterminio e se i governi, i giornalisti e i leader della comunità avrebbero dovuto compiere degli sforzi maggiori per interromperlo.

### Ebrei in Ungheria
Nel censimento del 1941, la popolazione dell'Ungheria era di 14.683.323 abitanti: di questi, 725.005 si consideravano ebrei (4,94%) e altri 100.000 erano discendenti di ebrei che si identificavano come cristiani. Oltre 400.000 persone vivevano nell'Ungheria "nata" dal trattato del Trianon e altri 324.000 vivevano nei territori acquisiti dall'Ungheria dopo il 1938: 164.000 in Transilvania settentrionale acquisita dalla Romania, 146.000 nella regione acquisita dalla Cecoslovacchia, 78.000 nella Rutenia subcarpatica, 14.000 a Bačka e nelle altre aree in precedenza jugoslave.
|                 | Budapest | Province | Totale  | Territori acquisiti | Totale  | Fonte |
| --------------- | -------- | -------- | ------- | ------------------- | ------- | ----- |
| Ebrei           | 184.453  | 216.528  | 400.981 | 324.026             | 725.007 | [ 1 ] |
| Ebrei cristiani | 62.350   | 27.290   | 89.640  | 10.360              | 100.000 | [ 1 ] |
| Totale          | 246.803  | 243.818  | 490.621 | 334.386             | 825.007 | [ 1 ] |

## Occupazione tedesca

### Invasione

Adolf Eichmann

Il 18 marzo 1944, Adolf Hitler convocò Horthy per una conferenza in Austria dove chiese maggiore acquiescenza dall'Ungheria. Horthy resistette, ma i suoi sforzi furono vani. Durante la conferenza, i carri armati tedeschi entrarono a Budapest e il 23 marzo fu insediato il governo di Döme Sztójay.
Tra le sue prime mosse, Sztójay legalizzò il Partito delle Croci Frecciate. Durante i quattro giorni di interregno successivi all'occupazione tedesca, il Ministero dell'Interno fu affidato a László Endre e László Baky, politici di destra noti per la loro ostilità nei confronti degli ebrei. Il loro capo, Andor Jaross, fu un altro attivo antisemita.
Anche se dal 1943, la BBC polacca trasmise i reportage degli stermini, la BBC ungherese non parlò degli ebrei. In una nota del 1942 diretta alla BBC ungherese, scritta dal consigliere del Ministero degli Esteri britannico per l'Ungheria Carlile Macartney, si legge:"Non dovremmo parlare affatto degli ebrei." Macartney credeva che la maggior parte degli ungheresi fosse antisemita e che menzionare gli ebrei avrebbe alienato la gran parte della popolazione.

### Adolf Eichmann
L'SS-Obersturmbannführer Adolf Eichmann, inviato in Ungheria per sovrintendere alle deportazioni, stabilì il suo staff operativo all'Hotel Majestic di Budapest. Le leggi inerenti la ghettizzazione, l'obbligo di mostrare la stella gialla insieme alle deportazioni furono azioni messe in atto in meno di otto settimane con l'aiuto entusiasta delle autorità ungheresi, in particolare della gendarmeria. Il piano iniziale fu di utilizzare 45 vagoni bestiame per treno, con quattro treni al giorno, per deportare complessivamente ogni giorno 12.000 ebrei dalle campagne a partire dalla metà di maggio; a questa sarebbe seguita la deportazione degli ebrei da Budapest dal 15 luglio circa.
Rudolf Höss, il primo comandante di Auschwitz, ritornò al campo tra l'8 maggio e il 29 luglio 1944 per sovrintendere all'arrivo e alla gasazione degli ebrei ungheresi: per questo motivo, i tedeschi definirono gli omicidi come Aktion Höss ("Operazione Höss").

## Deportazione ad Auschwitz

### I primi trasporti
Il primo treno partì da Budapest il 29 aprile 1944 trasportando 1.800 persone, uomini e donne di età compresa tra i 16 e i 50 anni, tutti ritenuti idonei al lavoro. Un secondo treno lasciò Bačka Topola il 30 aprile con a bordo 2.000 persone. I trasporti arrivati furono sottoposti a "selezione": 616 donne (numeri di serie 76385–76459 e 80000–80540) e 486 uomini (numeri di serie 186645–187130) furono scelti per lavorare e gli altri furono gasati.

### I trasporti di massa

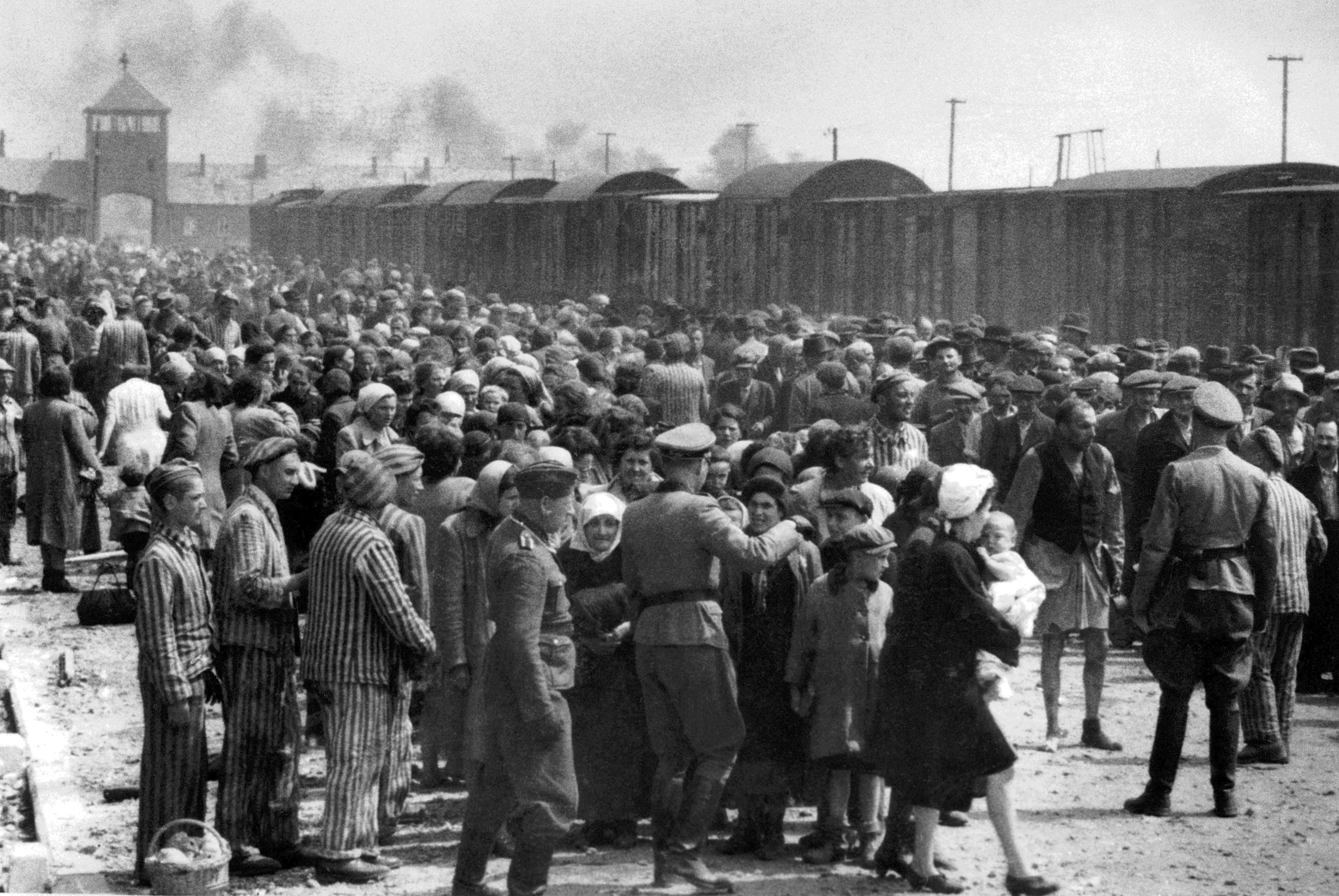
Ebrei che arrivano ad Auschwitz dall'Ungheria

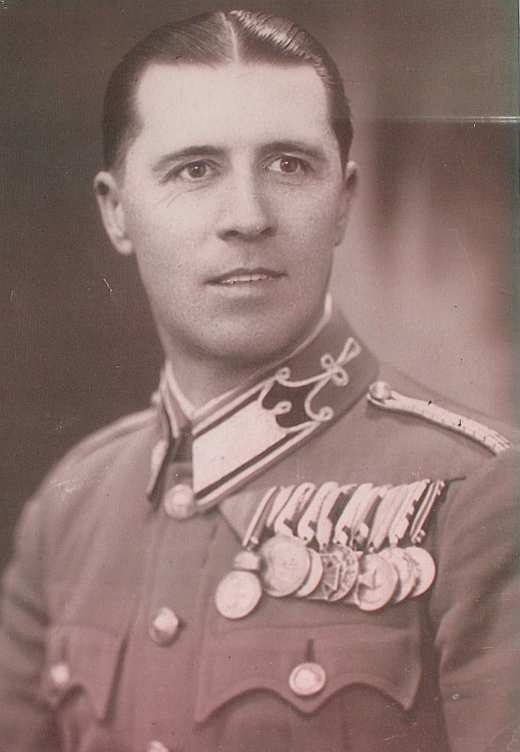
László Ferenczy, gendarmeria reale ungherese

I trasporti di massa, i primi organizzati dal Reichssicherheitshauptamt, iniziarono a lasciare l'Ungheria alla volta della Polonia il 14 maggio 1944. Il governo ungherese ne fu responsabile fino al confine settentrionale: il comandante della stazione ferroviaria di Kassa tenne infatti un registro dei treni in transito. In una giornata-tipo, ne passavano tre o quattro, ciascuno con a bordo circa 3.000-4.000 persone. Ci furono 109 treni per 33 giorni, fino al 16 giugno, mentre in altri giorni ci furono sei treni. Dal 25 al 29 giugno ce ne furono 10 e poi 18 dal 5 al 9 luglio. Altri 10 treni furono inviati ad Auschwitz attraverso altre rotte.
I primi tre treni, ciascuno composto da 40-50 vagoni, arrivarono ad Auschwitz il 16 maggio. Dopo aver scaricato le loro valigie, i deportati furono organizzati in file di cinque e condotti ai forni crematori. Secondo Danuta Czech, fu da quella notte in poi che il fumo diventò visibile dai camini dei crematori.
La resistenza del campo si riferì alle deportazioni in un rapporto del 5-25 maggio 1944:
Dal 3 giugno il recinto elettrificato fu tenuto acceso sia di giorno che di notte per contenere i tentativi di evasione da parte degli ebrei ungheresi. Il 15 luglio, la resistenza del campo riferì che dopo il 13 giugno ci fu una pausa di diversi giorni nei trasporti, e che tra il 16 maggio e il 13 giugno oltre 300.000 ebrei ungheresi arrivarono al campo su 113 treni. Secondo Höss, durante il suo processo, le strutture di Auschwitz non poterono far fronte ai numeri, e dovette recarsi a Budapest per riorganizzare i trasporti, in modo che due o tre treni circolassero a giorni alterni: complessivamente furono utilizzati 111 treni e sempre secondo Höss, Heinrich Himmler, capo delle SS, volle che si accelerassero le deportazioni.
Secondo László Ferenczy, della gendarmeria reale ungherese, entro il 9 luglio 1944 furono deportati 434.351 ebrei su 147 treni. Secondo Edmund Veesenmayer, plenipotenziario del Reich in Ungheria, la cifra fu di 437.402. Circa l'80% dei deportati furono gasati all'arrivo, e poiché i crematori non furono in grado di far fronte al numero di cadaveri, furono scavate delle fosse dove i corpi venivano bruciati. Le fotografie scattate ad Auschwitz (note come l'Auschwitz Album) furono trovate dopo la guerra e dimostrano l'arrivo degli ebrei ungheresi al campo.

### Le selezioni
Il 20% degli arrivati dall'Ungheria, una volta selezionati, furono utilizzati ai lavori forzati o negli esperimenti medici. Il 22 maggio e di nuovo il 29 maggio, in 2.000 furono selezionati per l'ammissione. Il 28 maggio, in 963 furono trasferiti da Auschwitz I al campo di concentramento di Mauthausen in Austria, e il 5 giugno in 2.000 furono inviati al campo di concentramento di Buchenwald in Germania. Il giorno successivo, i detenuti ungheresi con numeri contrassegnati dalla serie A furono trasferiti ad Auschwitz III, un campo di lavoro della IG Farben, e altri 2.000 furono inviati a Mauthausen sia quel giorno che il 13 giugno.
Il 29 maggio, Miklós Nyiszli, un medico che in seguito lavorò per Josef Mengele, a sua volta medico del campo, fu ricoverato con sua moglie e sua figlia, sebbene furono inviati in zone diverse del campo. Furono selezionati i gemelli all'interno dei trasporti; infatti Mengele era noto per i suoi esperimenti medici sui gemelli. Il 17 maggio, tutti i ragazzi sui trasporti ungheresi nati gemelli furono ammessi come prigionieri (i cosiddetti "prigionieri del deposito") e furono marchiati con i numeri della serie A-1419 – A-1437. Il 18 maggio, 20 sorelle gemelle furono selezionate e contrassegnate con i numeri della serie A-3622 – A-3641. Le selezioni dei gemelli furono ripetute anche il 19, 20 e 21 maggio.

### Il rapporto Vrba-Wetzler
Poco prima che iniziassero le deportazioni degli ebrei da Budapest, il rapporto Vrba-Wetzler arrivò agli Alleati. Questo rapporto fornì la descrizione dettagliata delle camere a gas e di quanto accadesse all'interno del campo; fu dettato nell'aprile 1944 al Consiglio ebraico slovacco da due evasi da Auschwitz, Rudolf Vrba e Alfred Wetzler. Il figlio e la nuora di Horthy ricevettero entrambi una copia del rapporto all'inizio di maggio, prima che iniziassero le deportazioni di massa. Le informazioni dal rapporto sull'assassinio degli ebrei cechi ad Auschwitz furono trasmesse in Germania dal BBC World Service in un programma a mezzogiorno del 16 giugno 1944, con l'avvertimento che i tedeschi sarebbero stati ritenuti i responsabili dopo la guerra. Il rapporto fu pubblicato anche dal New York Times il 20 giugno.
Gli Alleati occidentali sbarcarono in Normandia il 6 giugno 1944. Il 15 giugno il sindaco di Budapest individuò 2.000 abitazioni cosiddette "stellate" nelle quali ogni ebreo doveva trasferirsi; si pensò che gli Alleati non avrebbero bombardato Budapest con le case stellate sparse nella città. Sulla base del rapporto, i leader mondiali, tra cui Papa Pio XII il 25 giugno, il presidente Roosevelt il 26 giugno, e il re Gustavo V di Svezia il 30 giugno, fecero appello a Horthy per fermare le deportazioni. Roosevelt minacciò anche ritorsioni di tipo militare e il 7 luglio Horthy ne ordinò il termine.

## Sforzi per il salvataggio

### Comitato di aiuto e soccorso

#### Joel Brand
Joel Brand, un membro di spicco del Comitato di aiuto e soccorso di Budapest, divenne noto per gli sforzi compiuti nel negoziare con Eichmann per fermare le deportazioni. In un incontro con Brand, avvenuto a Budapest il 25 aprile 1944, Eichmann si offrì di scambiare un milione di ebrei con 10.000 camion degli Alleati, da utilizzare esclusivamente sul fronte orientale. Eichmann chiamò la proposta "sangue in cambio di merce".
Usando dei documenti di viaggio tedeschi, Brand si recò in Turchia per trasmettere l'offerta all'Agenzia Ebraica, ma il governo britannico pose fine ai colloqui arrestando Brand e facendo trapelare tutti i dettagli ai media. Il 20 luglio, il quotidiano The Times definì la proposta dei tedeschi "una delle storie più ripugnanti" della guerra e che la Germania aveva raggiunto un "nuovo livello di fantasia e autoinganno".

#### Rudolf Kastner
Rudolf Kasztner, un altro membro del Comitato di aiuto e soccorso, fu coinvolto con Brand nella negoziazione dell'accordo "sangue in cambio di merce" con Eichmann e di un accordo separato - riuscito - con l'ufficiale delle SS Kurt Becher per consentire a 1.685 ebrei di lasciare l'Ungheria verso la Svizzera, in cambio di denaro e altre merci: questo scambio divenne noto come il "treno Kastner". Dopo la guerra, Kastner testimoniò a favore di Becher e di altri nazisti davanti al tribunale di Norimberga.
Kastner in seguito emigrò in Israele, dove fu coinvolto nel partito Mapai e lavorò come addetto stampa per il Ministero del Commercio e dell'Industria. Nel 1954, divenne oggetto di una causa per diffamazione intentata dal governo israeliano a suo nome contro Malchiel Gruenwald, il quale sostenne che Kastner avesse collaborato con i nazisti. Fu il primo grande processo sull'Olocausto tenuto in Israele. Gruenwald affermò in un opuscolo autoprodotto che Kastner seppe che gli ebrei venivano gasati ad Auschwitz già nell'aprile 1944, dopo aver ricevuto una copia del rapporto Vrba-Wetzler, e che non fece nulla per mettere in guardia la comunità ebraica ungherese: per colpa di questa sua inerzia, sostenne Gruenwald, Kastner avrebbe favorito le SS nell'evitare la diffusione del panico, fatto che avrebbe rallentato i trasporti.
Nel giugno 1955, il giudice Benjamin Halevi decise a favore di Gruenwald, stabilendo che Kastner aveva "venduto la sua anima al diavolo". Kastner e i suoi collaboratori avevano contribuito a persuadere la comunità ebraica che erano stati reinsediati, scrisse Halevi nella sua sentenza di 300 pagine. In cambio, le SS avevano permesso al treno Kastner di lasciare l'Ungheria. Lo storico israeliano Tom Segev definì la sentenza "una delle più spietate nella storia di Israele, forse la più spietata di sempre". In seguito al verdetto e al suo rifiuto di perseguire Kastner per collaborazionismo, il governo israeliano perse il voto di fiducia e cadde.
Kastner fu assassinato a Tel Aviv nel marzo 1957. Gran parte della sentenza fu annullata dalla Corte Suprema israeliana nel gennaio 1958. L'opinione della maggioranza, scritta da Shimon Agranat, respinse l'accusa di collaborazionismo. Un'opinione dissenziente concordava con la sentenza originale secondo cui la facilità con cui i nazisti avevano assassinato gli ebrei fu "il risultato diretto dell'occultamento dell'orribile verità alle vittime".

### Raoul Wallenberg

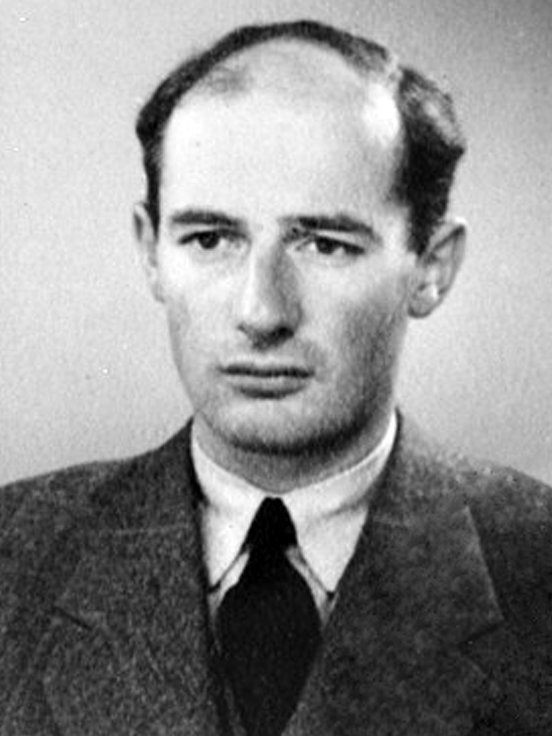
Raul Wallenberg

Usando il suo staff per preparare i passaporti sotto l'autorità svedese, il diplomatico svedese Raoul Wallenberg salvò decine di migliaia di ebrei in Ungheria tra luglio e dicembre 1944. Ad un certo punto, si presentò personalmente alla stazione ferroviaria di Budapest, insistendo sul fatto che gli ebrei dovessero scendere dal treno e presentò alle guardie della Croce Frecciata i passaporti (Schutzpass) per molti di loro. Budapest nominò Wallenberg cittadino onorario nel 2003; diversi siti lo onorano, tra cui il Raoul Wallenberg Memorial Park e l'edificio che ospitò l'ambasciata svedese nel 1945. Yad Vashem lo ha riconosciuto come Giusto tra le nazioni nel novembre 1963.

## Il Partito delle Croci Frecciate

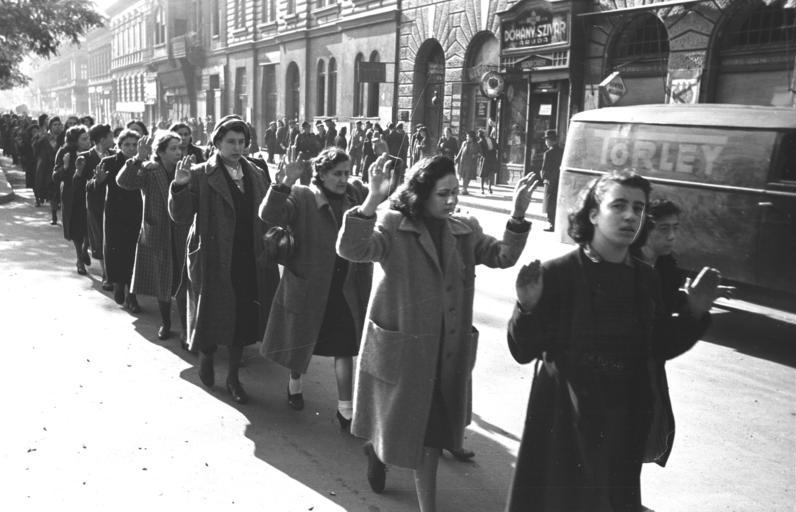
Donne ebree catturate a Budapest, 20-22 ottobre 1944

Horthy licenziò il primo ministro Sztójay il 29 agosto 1944, lo stesso giorno in cui iniziò la rivolta slovacca contro i nazisti. Dopo che il primo ministro Ferenc Szálasi salì al potere in ottobre, decine di migliaia di ebrei a Budapest furono inviati verso il confine austriaco a piedi, organizzati nelle marce della morte. La maggior parte dei lavoratori forzati sotto il comando dell'esercito ungherese furono deportati nel campo di concentramento di Bergen-Belsen, in Germania.
A Budapest furono istituiti due ghetti. Il piccolo "ghetto internazionale" fu costituito da diverse case cosiddette "stellate", messe sotto la protezione degli Stati neutrali nel distretto di Újlipótváros. La Svizzera fu autorizzata a rilasciare 7.800 Schutzpass, la Svezia 4.500 e il Vaticano, il Portogallo e la Spagna complessivamente 3.300. Il 29 novembre, il grande ghetto di Budapest fu costituito e recintato nel distretto Erzsébetváros di Budapest.
Le Guardie della Croce Frecciata, note come Nyila, compirono regolarmente sia incursioni che esecuzioni di massa in entrambi i ghetti. Inoltre, tra il novembre 1944 e il febbraio 1945, i Nyila uccisero tra 10.000 e 15.000 ebrei sulle rive del Danubio. Le truppe sovietiche liberarono il grande ghetto di Budapest il 18 gennaio 1945. Sulla sponda Buda della città, i Nyila circondati continuarono nei loro omicidi fino a quando i sovietici presero Buda il 13 febbraio.

## Treno d'oro ungherese
Il cosiddetto treno d'oro ungherese fu organizzato nel 1945 dai nazisti per trasportare i beni rubati, per lo più proprietà degli ebrei ungheresi, dall'Ungheria a Berlino. Dopo il sequestro del treno da parte della 7ª Armata degli Stati Uniti, quasi nessuno degli oggetti di valore fu riportato in Ungheria o restituito ai legittimi proprietari o ai familiari superstiti.

## Numero di sopravvissuti
A Budapest furono liberati circa 119.000 ebrei (25.000 nel piccolo ghetto "internazionale", 69.000 nel grande ghetto e 25.000 nascosti con documenti falsi), insieme ad altri 20.000 sopravvissuti nei campi e 5.000 ai lavori forzati. Randolph Braham stimò che poco più di 564.000 ebrei ungheresi morirono tra il 1941 e il 1945. Degli oltre 800.000 ebrei che vivevano all'interno dei confini ungheresi nel 1941-1944, si stima che siano sopravvissuti in circa 255.500.

## Commemorazione e memoria dell'Olocausto
La memoria e la commemorazione dell'Olocausto hanno luogo in Ungheria attraverso diversi memoriali e musei.
The House of Fates è un controverso museo dell'Olocausto a Budapest. La costruzione del museo da 23 milioni di dollari è stata completata nel 2015. Tuttavia, il museo non è stato aperto a causa delle controversie sul suo contenuto. Un articolo della CNN ha descritto la House of Fates come "un'imbiancatura del ruolo del paese nell'Olocausto" per promuovere quello che si teme sia lo sforzo del governo di destra nel promuovere la revisione della storia dell'Olocausto. Nel 2019, il presidente dell'International Holocaust Remembrance Association ha dichiarato che "l'IHRA ha accettato di nominare un gruppo di esperti per fornire i suggerimenti ai comitati consultivi internazionali del museo House of Fates". Nonostante questo tentativo, il museo rimane ancora chiuso.

### Approfondimenti
- "Winston Churchill to Anthony Eden, 11 July 1944". Churchill Papers, Churchill Archives Centre, Cambridge.
- German Troops Occupy Hungary, su ushmm.org, United States Holocaust Memorial Museum.
- Deportation of Hungarian Jews, su ushmm.org, United States Holocaust Memorial Museum.
- Moshe Y. Herczl, Christianity and the Holocaust of Hungarian Jewry, New York, NYU Press, 1993, JSTOR j.ctt9qg6vj.
- Zoltán Vági, László Csősz e Gábor Kádár, The Holocaust in Hungary: Evolution of a Genocide, Lanham, AltaMira Press, 2013, ISBN 978-0-7591-2198-0.